# David Murphy - 911
David Murphy - 911 è una miniserie a fumetti di 4 numeri di Roberto Recchioni e Matteo Cremona edito dalla Panini Comics. Ha come protagonista David Murphy, un uomo che vive in prima persona le leggi di Murphy, da cui prende il nome (911 è il numero telefonico per le emergenze negli Stati Uniti).
Come dice Recchioni in una intervista:
(Roberto Recchioni alla presentazione del fumetto al LuccaComics 2008)

## Albi
1. Manuale di sopravvivenza, 13 settembre 2008 (allegato a Rat-Man Collection n.68)
2. Nel peggiore dei casi, 6 novembre 2008
3. Shock economy, 4 dicembre 2008
4. Ecoterrorismo 15 gennaio 2009
5. Armi di distruzione di massa 26 febbraio 2009

## Trama

### Manuale di sopravvivenza
L'insolito albo di presentazione si apre con una premessa:
Crisi, emergenze, disastri naturali, attacchi terroristici... L'uomo è sempre più spesso coinvolto in situazioni di grave pericolo. [...] Il nostro obiettivo è quello di fornire uno strumento versatile, di facile consultazione, dal prezzo abbordabile e dalla grafica accattivante. [...] Del resto, la legge ci impone di sconsigliarvi di intraprendere una qualsiasi delle attività descritte in questo nostro prezioso e affidabilissimo manuale e di invitarvi a delegare la vostra sopravvivenza all'operato delle forze di polizia, dell'esercito e dei pompieri... ammesso che li riusciate a trovare nel momento in cui avrete davvero bisogno di loro.»
(Disclaimer di sicurezza, numero 0, Qui completo)
 Al termine del disclaimer, vengono presentate alcune situazioni di emergenza in cui una persona potrebbe trovarsi, dando alcuni consigli sulla migliore condotta da adottare. Più precisamente:
- Come affrontare uno squalo (illustrazione di Maurizio Rosenzweig)
- Come vincere una rissa (illustrazione di Matteo Cremona)
- Come lanciarsi da un'automobile in movimento (illustrazione di Walter Venturi)
- Come abbattere una porta a mani nude (illustrazione di Werther Dell'Edera)
- Come sopravvivere ad una caduta da alta quota se il paracadute non si apre (illustrazione di Matteo Cremona)
- Come schivare i proiettili (illustrazione di Andrea Mutti)
- Cosa fare nel caso il cielo dovesse cadervi sulla testa (illustrazione di Giuseppe Camuncoli)

Il perché di questo numero 0 così atipico si capisce meglio nel primo numero della serie, quando il padre di David gli regala un manuale molto simile a questo.

### Nel peggiore dei casi
La storia comincia nell'auto di una tranquilla famiglia in viaggio su una grande autostrada in America. I bambini, come al solito impazienti, continuano a chiedere al padre quanto manchi all'arrivo e il padre, per distrarli, li invita a continuare a fare boccacce alle macchine dietro. Ma quando il bambino si volta, l'unica cosa che vede, è un enorme aereo di linea che sta per atterrare sulla strada! Sull'aereo intanto, David Murphy, un pompiere ausiliario del Texas, è alle prese con dei terroristi. Questi, con dei coltelli di selce, sono riusciti ad uccidere il poliziotto in borghese che viaggia su ogni aereo e a prendere il controllo del mezzo. Murphy però, avvalendosi di un allenamento da pompiere, riesce con precisi colpi e tecniche marziali ad avere la meglio sui due terroristi. Questi ultimi però, avevano già ucciso i piloti, e David è in preda al panico, non sapendo come guidare l'aereo. A questo punto gli si avvicina Tommy, un ragazzino che sembra conoscere David, il quale gli consiglia di seguire le procedure di "Worst-Case Scenario", un manuale di sopravvivenza che contiene anche informazioni su come effettuare un atterraggio di emergenza. Durante le manovre per l'atterraggio, David ripensa agli avvenimenti dei giorni appena trascorsi: appena due settimane prima, sua madre lo aveva telefonato chiedendogli di tornare a casa poiché suo padre era molto malato. David, pur essendo molto arrabbiato col padre (che li aveva abbandonati anni prima) decide di lasciare temporaneamente la roulotte dove viveva con sua moglie Sharon (incinta del quarto mese) e di recarsi a casa. Qui, il padre gli racconta una strana storia: un loro antenato, mercante di schiavi cinesi, aveva subito una maledizione da una di loro: 
(La vecchia cinese a William "Lingua biforcuta" Murphy)
 Da allora, la sfortuna non aveva mai abbandonato i membri della famiglia Murphy, diventati dei veri e propri reagenti per ogni tipo di calamità. È per questo che John, il padre di David, aveva abbandonato la sua famiglia anni prima: alla morte del padre, la maledizione si era abbattuta su di lui, e andare via era l'unico modo per proteggere la sua famiglia. E ora, con John malato, la maledizione presto si sarebbe abbattuta su David.
David però non crede alla storia, ritenendola soltanto una scusa del padre per giustificare la sua assenza. Al funerale del padre, David viene avvicinato da Charlie Wong, un amico del padre, che conferma la storia della maledizione e offre il suo aiuto a David, il quale rifiuta, continuando a non credere alla maledizione dei Murphy. Quando David decide di tornare da sua moglie, prima della partenza la madre gli porge "Worst-Case Scenario", un manuale che il padre di David gli aveva lasciato. Nel viaggio di ritorno però, un improvviso tornado si abbatte su David. Incredulo esce dall'auto quando vede una bambina in una fattoria che cerca di tranquillizzare il suo cavallo. Non riuscendo a convincere la bambina a parole della pericolosità della situazione, David può solo abbandonare l'auto, saltare in groppa al cavallo insieme alla bambina e cercare di rifugiarsi in un fienile lì vicino. Riescono a salvarsi appena in tempo, ma non appena David guarda fuori dal fienile, la sua auto gli viene proiettata addosso proprio in quel momento. Riesce a salvarsi miracolosamente dallo schianto, ma lo stesso non può dirsi dell'auto: è così che prenderà l'aereo su cui si trova ora.
Grazie alle indicazioni del manuale David e Tommy con non poche difficoltà fanno atterrare l'aereo nel deserto. Alla polizia incredula David raccontare tutta la storia: mentre era in fila all'aeroporto ha regalato il manuale di sopravvivenza a Tommy, ritenendolo una stupidaggine. Ma sull'aereo il bambino vede il coltello nella giacca di uno dei terroristi, e non sapendo di chi fidarsi si reca da David. Così approfittando dell'effetto sorpresa David riesce ad avere la meglio sui primi due terroristi. I poliziotti, pur ritenendo Murphy un eroe non possono lasciarlo andare. Ma un altro personaggio misterioso fa la sua comparsa: una donna in tailleur che conosce David e conosceva anche suo padre parla al telefono spiegando che l'attacco è andato male per colpa di David. A sera, David dalla camera del suo albergo a Los Angeles telefona a sua moglie Sharon per tranquillizzarla del suo ritardo, ma la trasmissione è disturbata: proprio in quel momento sulla città si sta abbattendo una pioggia di meteoriti!

### Shock economy
David riesce a sopravvivere ai meteoriti che si schiantano contro la torre dell'albergo, ma la struttura sta comunque per crollare. David si accinge ad aiutare i sopravvissuti a evacuare. Durante questa operazione va incontro e assiste la famiglia apparsa all'inizio del primo numero, riuscendo a riportare i bambini dalla loro madre ma informandoli che il padre è scomparso. Un ragazzo, Randy, informa David di una ragazza intrappolata in una camera. David porta Randy con sé e sfonda la porta per soccorrere la ragazza, ma scopre che ella è ormai moribonda, stritolata da una meteora, ma ancora viva poiché il masso le blocca l'emorragia. Tutto ciò che David può fare è sopprimerla soffocandola con un cuscino.
David e Randy riescono a mettersi in salvo in tempo prima che l'albergo crolli. Di fronte ai numerosi feriti intrappolati nelle macerie, David perde le speranze e si rassegna, ma Randy lo ispira a non mollare e si mettono ad aiutare le persone, che a loro volta cercano e aiutano altri sopravvissuti. Quando giungono i vigili del fuoco e l'ambulanza, David dice a Randy di andare a farsi controllare, prima di essere preso in disparte da Miss Robinson (la donna che aveva segretamente osservato David nel numero precedente) che improvvisamente lo rapisce con degli uomini vestiti con strane tute da battaglia.
Una volta picchiato e legato su una sedia, Miss Robinson spiega a David che lei lavora per conto di un'organizzazione segreta che mira nello sfruttare la "Shock economy" ovvero il capitalismo dei disastri, che consiste nel ricostruire e riorganizzare le città e le zone del mondo colpite da disastri naturali per renderli economicamente più avantaggiati e ricchi dopo che i disastri abbiano spazzato via ciò che c'era prima (usando come esempi le città colpite dallo tsunami del 2004 e dall'uragano Katrina che sono state ricostruite in mete turistiche che guadagnano più di prima). Miss Robinson rivela che hanno tentato di generare disastri per sfruttare le opportunità economiche a loro volta (alludendo che sono stati loro ad aver causato l'11 settembre), quindi spiega a David che l'organizzazione ha messo gli occhi su di lui (e anche su suo padre e suo nonno) per via della maledizione, e lo vuole per poterlo mandare nelle zone scelte che vogliono "abbattere" con i disastri che egli genera. David si rifiuta di collaborare, quindi viene drogato prima di essere portato dinanzi al capo dell'organizzazione, Milton Friedman, all'interno di una piattaforma petrolifera.
Con sorpresa di David, infatti, Friedman non è morto ma vive ancora grazie a uno stato di "ibernazione parziale" e lo incontra in una sala raffreddata con indosso una tuta hazmat per sopravvivere all'ambiente gelato che mantiene Friedman vivo. Il politico tenta di convincere David a collaborare, minacciando di fare del male alla sua famiglia se si rifiuta. Milton rivela che sono stati loro ad aver causato un incendio che ha costretto il padre di David ad andarsene facendogli credere che la maledizione abbia messo in pericolo sua moglie e David. Improvvisamente la base viene scossa da un maremoto e David ne approfitta per tentare la fuga. Mentre i soldati seguono David, Miss Robinson e Friedman abbandonano la base con un sommergibile. Friedman vorrebbe catturare David vivo, ma dà agli uomini il permesso di ucciderlo se non riescono a fermarlo, ragionando sul fatto che la moglie di David è incinta, quindi il bambino erediterebbe la maledizione.
David schiva il fuoco nemico e le esplosioni per poi allontanarsi dalla piattaforma petrolifera su un motoscafo. Anche se il mare è scosso da una tempesta con pioggia intensa e onde gigantesche, i soldati di Friedman decidono di seguire David, preferendo rischiare la morte piuttosto di venire puniti da Miss Robinson se tornano a mani vuote. Alla fine di una colluttazione, David riesce a sconfiggere gli inseguitori e a prendere una delle loro moto d'acqua per raggiungere la costa, a San Francisco. La prima cosa che fa David è contattare Sharon, dicendole di fare i bagagli e andarsene da sua zia in Messico, dove la raggiungerà e le spiegherà la situazione. Sharon è sorpresa quando David le dice che si trova a San Francisco, informandogli che un'onda si è abbattuta sul golfo e che sta succedendo qualcos'altro dato che l'esercito è stato inviato sul posto. A queste parole David corre per vedere il prossimo disastro generato dalla maledizione: un titanico calamaro gigante che attacca il Golden Gate Bridge.

### Ecoterrorismo
David viene raggiunto da Misha Caruso, una giovane biologa marina che gli spiega che non si tratta di un calamaro gigante ma di un "calamaro colossale", indicando poi che non sta attaccando il ponte ma è solo impigliato e non riesce a liberarsi. David vede gli aerei militari che giungono per abbattere il calamaro, ma sa che ciò peggiorerebbe la situazione ed è al corrente della Shock economy di Friedman. Accompagnato da Misha, David decide di andare sul ponte e tentare di liberare il calamaro prima che il disastro peggiori.
David riesce a superare il fuoco di un blocco militare e prosegue da solo, non volendo che Misha rischi la vita. Giunto vicino al calamaro, David va incontro a una squadra di pompieri, i quali spiegano di essere impossibilitati ad aiutare coloro rimasti bloccati dal disastro poiché hanno ricevuto ordini dall'alto di non fare niente e lasciare che se ne occupi l'esercito. Tuttavia permettono a David di usare le loro attrezzature se vuole assistere le persone. Armato di ascia e motosega, David riesce a salvare una donna e si mette a tagliare i tentacoli incastrati del calamaro per facilitargli la liberazione. Uno dei piloti dei jet inviati a uccidere il calamaro nota le azioni di David e propone di mandare qualcuno ad aiutarlo a liberare l'animale, ma i colleghi rifiutano di disobbedire agli ordini imposti e aprono fuoco sul calamaro.
David si scontra con gli aerei e finisce per saltare addosso a uno con una motocicletta e penetrare la cabina di pilotaggio di uno con la motosega, prima di precipitare finendo tra i tentacoli del calamaro. A salvare David intervengono i pompieri, che sono stati ispirati dalle sue gesta e persuasi da Misha. Conscio che i militari gli andranno dietro dopo quello che ha fatto al jet, David si saluta con Misha e i pompieri, che seguendo le istruzioni della ragazza riescono finalmente a liberare il calamaro permettendogli di tornare nell'oceano. Mentre si allontana, però, David inizia a sentirsi debole e scopre che è stato ferito da una pallottola quando ha superato il blocco di soldati al ponte, perdendo molto sangue. Al soccorso di David arriva inaspettatamente Charlie Wong, che lo porta in macchina e si allontana per condurlo al sicuro.
Una volta medicato e ripreso, David vuole raggiungere Sharon, ma Charlie gli intima di restare nascosto, mostrandogli sui telegiornali che adesso egli è stato etichettato come un ecoterrorista per aver difeso il calamaro e attaccato il jet con la motosega. Charlie persuade David a calmarsi e gli parla, facendogli riflettere che la sua situazione non sia disastrosa: Charlie rivela di essere l'avo della strega che maledisse William "Lingua biforcuta" Murphy, ma spiega di non credere che si tratti di una maledizione, ma di un dono. I Murphy non sono catalizzatori di disastri, ma sono solo inviati dalla sorte nei luoghi dove avvengono le sciagure, in modo da aiutare coloro in difficoltà e redimersi. Sono tutt'altro che maledetti, ma favoriti dal destino, facendo notare a David di come sia riuscito a sopravvivere incolume a tutte le situazioni pericolose e a schivare il fuoco nemico o farli dimenticare di togliere la sicura (come accaduto con i terroristi sull'aereo nel primo numero) o venendo al massimo colpito in zone del corpo non fatali. Inoltre, David ha ispirato altre persone ad aiutarlo (Tommy, Randy, i pompieri e Misha) come fece suo padre, che nel corso degli anni ha stretto molte amicizie con le persone salvate. Con l'aiuto di queste persone, Charlie ha ottenuto una mappa per David che mostra un percorso più sicuro per raggiungere Sharon senza essere visto e gli affida un cellulare nel quale ha memorizzato tutte le persone che possono aiutarlo.
Nel frattempo Sharon viene rapita da Miss Robinson e dai soldati di Friedman, che ora vogliono solo uccidere David e sfruttare la "maledizione" quando verrà passata a suo figlio. Quando David giunge alla sua abitazione, infatti, viene colto in una trappola: da un satellite dell'organizzazione di Friedman, viene sparato un raggio laser che rade al suolo la casa.

### Armi di distruzione di massa
Jerry Van Zant e la sua fidanzata nativa americana America Jones, amici del padre di David, giungono alle macerie della casa polverizzata dal raggio spaziale e scoprono che David è sopravvissuto riparandosi all'interno di un frigorifero. America e Jerry portano David al sicuro e gli intimano di riprendersi prima di decidersi su come salvare Sharon e il bambino anziché reagire d'impulso, dicendogli che la sorte aiuta gli audaci ma detesta gli stupidi.
Nel frattempo Miss Robinson riporta a Friedman che le condizioni del bambino sono "fin troppo" normali, in quanto è stato osservato su David e su suo padre che essi emanano un campo di energia quantica che perturba la realtà che li circonda (questo teoricamente sarebbe la causa dei disastri, ma Miss Robinson ammette che non è scientificamente spiegabile e che ha più a che vedere con la magia), quindi la mancanza di questo campo sul figlio di David è indicazione che egli è ancora vivo. Friedman è conscio che David andrà alla ricerca di sua moglie e ordina a Miss Robinson di prepararsi ad accoglierlo.
Intanto America, con l'aiuto di Randy (che si rivela un hacker informatico esperto), riesce a scoprire che il quartier generale di Friedman si trova sotto Pookaville (un parco di divertimento a tema simile a Disneyland). David, Jerry e America si armano pesantemente e si infiltrano nel parco, dove i soldati di Friedman, travestiti come il coniglio mascotte del parco, li attaccano. Mentre Jerry e America restano a combattere, David attraversa un passaggio segreto nel covo dei pirati e giunge alla base di Friedman, dove Miss Robinson lo attacca usando un esoscheletro elevatore da carico armato.
Alla fine di un combattimento David riesce a sconfiggere Miss Robinson, che rivela di essere la figlia di Charlie Wong, schierandosi contro di lui e i Murphy per essere stata trascurata da lui per avere dedicato il suo tempo ad aiutarli (a parte essere stata convinta da Friedman sulla Shock economy). David mette Miss Robinson KO e riesce a ottenere accesso alla sala dove si trova Friedman. Nonostante tutto, David gli spiega di non volerlo uccidere, ma Friedman continua a schernirlo, minacciarlo e a promettergli che non lascerà lui e suo figlio liberi. Pur di avere la sua famiglia al sicuro, David uccide Friedman staccando la spina della sua capsula e si ricongiunge finalmente con Sharon. Usciti dal covo segreto di Friedman, David e Sharon raggiungono Jerry, che è riuscito a massacrare tutti i soldati travestiti, ma vengono improvvisamente attaccati da Miss Robinson, che si è ripresa. Tuttavia America interviene tempestivamente e uccide Miss Robinson.
Charlie non è affranto dalla morte della figlia o da ciò che ha fatto, spiegando che lei aveva dato la vita per quello in cui credeva, quindi ha avuto una morte onorevole. Che sia maledetto o uno strumento del fato, David sa che la sua presenza è pericolosa, perciò affida Sharon e il bambino a Charlie affinché li tenga al sicuro. L'albo si chiude con David che fa colazione in una tavola calda in Colorado e viene chiamato da Misha, la quale lo informa di incendio doloso, probabilmente ad opera di un gruppo di costruttori edili che Randy tiene d'occhio. David paga il conto, monta sulla Triumph TR6 Trophy appartenuta a suo padre e parte all'azione.
(David Murphy)

## Citazioni e riferimenti
- L'aspetto del padre di David è basato su Bruce Willis, mentre Charlie è basato su Victor Wong.
- Il grido di battaglia di David "Al galoppo, Silver!" è una citazione da Lone Ranger.
- L'unica preoccupazione della ragazza stritolata dalla meteora è di avere perso il suo rossetto, che Randy recupera e che David glielo applica per calmarla; è una probabile citazione dal film Cuore selvaggio, in cui i protagonisti incontrano una ragazza rimasta gravemente ferita dopo essere stata coinvolta in un incidente stradale, che è più preoccupata di avere perso il suo portafogli nonostante sanguini dalla testa, per poi morire chiedendo del suo rossetto.
- Nel secondo numero un soldato di Friedman, stupefatto dalla durabilità di David, lo paragona a un Terminator.
- Verso la fine del secondo numero, Miss Robinson e Friedman citano il titolo del film La mano sulla culla... è la mano che governa il mondo.
- Nel terzo numero, Charlie paragona la situazione di David al film L'Impero colpisce ancora per convincerlo a non reagire d'impulso e cadere nella trappola degli antagonisti come ha fatto Luke.
- La motocicletta appartenuta al padre di David, la TR6 Trophy, è la stessa utilizzata dal personaggio di Steve McQueen ne La grande fuga.
- All'inizio del quarto numero, Jerry deride il modo in cui David è sopravvissuto in un frigorifero dicendo di averlo visto in un film, ma che gli era "sembrata una stronzata"; si riferisce a Indiana Jones e il regno del teschio di cristallo, in cui il protagonista si salva dall'esplosione di un sito per esperimenti atomici riparandosi in un frigorifero.
- L'esoscheletro utilizzato da Miss Robinson è molto simile all'elevatore da carico apparso ne Aliens - Scontro finale; anche l'aspetto della capsula in cui Friedman si mantiene vivo è quasi identico alle capsule di ipersonno della USS Sulaco.
- Prima di raggiungere Friedman, David attraversa un corridoio in cui vede altre persone ibernate, tra queste Ronald Reagan, Margaret Thatcher, Elvis Presley e Walt Disney; gli ultimi due sono riferimenti alle leggende metropolitane sugli "avvistamenti di Elvis" e la storia secondo la quale Walt Disney sarebbe preservato in criostasi nei sotterranei di Disneyland, sotto la giostra dei Pirati dei Caraibi.

## Seconda Stagione
Nel 2019, Panini Comics pubblica la seconda stagione delle avventure di David Murphy, una miniserie di 6 albi intitolata David Murphy 911 - Make America Great Again (evidente riferimento allo slogan che ha reso celebre la campagna elettorale di Donald Trump). La serie è scritta nuovamente dal suo creatore, Roberto Recchioni, assieme a Dario Sicchio. I disegni sono di Pierluigi Minotti e i colori di Mattia Iacono. La serie cambia formato, e anziché proporre albi da edicola in bianco e nero, si sviluppa su albetti da 24 pagine di grande formato, a colori, seguendo il modello e il formato dei comics americani. La storia, ambientata realisticamente una decina di anni dopo gli eventi della prima stagione, è un on the road, in cui un David più maturo attraversa l'America in un viaggio alla scoperta di sé, che lo porterà ad affrontare ogni sorta di catastrofe della società americana contemporanea.